# ریتز (دهانه)
ریتز یک دهانه برخوردی در ماه‌ است.

## دهانه‌های اقماری
این دهانه ۲ دهانه اقماری دارد.
| Ritz | عرض جغرافیایی | طول جغرافیایی | قطر          |
| ---- | ------------- | ------------- | ------------ |
| J    | ۱۶.۰° S       | ۹۲.۹° E       | ۱۱.۰ کیلومتر |
| B    | ۱۳.۷° S       | ۹۲.۸° E       | ۲۶.۰ کیلومتر |